# Galeria (arquitetura)

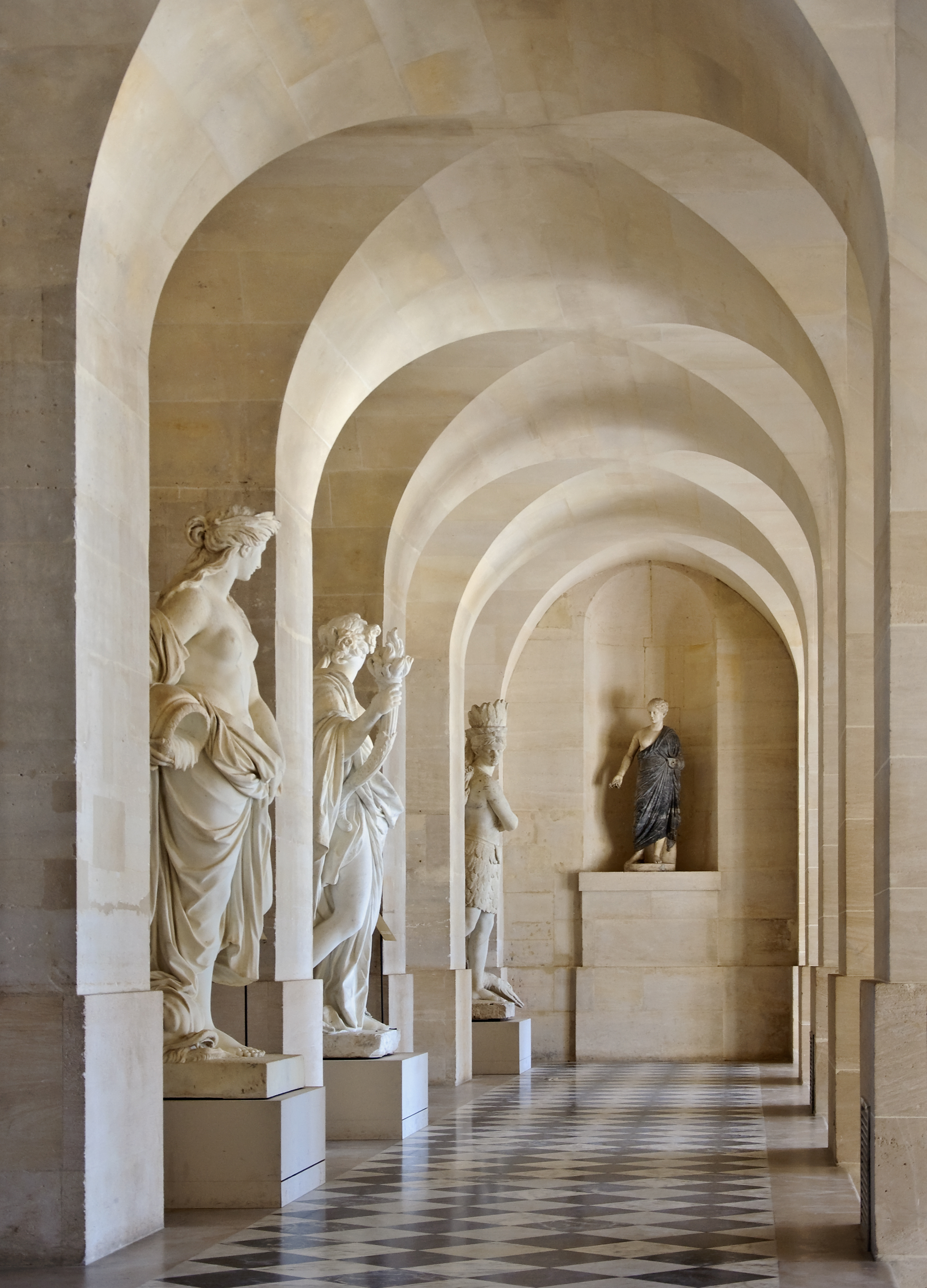
A Galerie Basse, no Palácio de Versalhes

Galeria é um elemento arquitetônico que se refere a uma espécie de "sacada interna", plataforma que abrange o segundo piso da construção, composta por degraus, onde as pessoas podem se sentar. Fica à cima da nave da Igreja.
O termo galeria é usado, precisamente, em Igrejas. Normalmente, para o acesso da mesma, existe uma escada em um dos cantos próximos à entrada principal do templo. Atualmente, não é mais usada para que personalidades ilustres assistam ao culto isoladas dos outros, como era de costume antigamente, mas sim para abrigar o povo quando o primeiro piso já não suporta mais, geralmente.